# إدوين مونيوث
إدوين مونيوث (6 يونيو 1993 في جمهورية الدومينيكان - ) هو لاعب كرة قدم دومينيكاني في مركز الظهير. شارك مع منتخب جمهورية الدومينيكان لكرة القدم. أما مع النوادي، فقد لعب مع Atlántico FC ‏ وCD Utiel ‏ وCD Comarca de Níjar ‏.

## وصلات خارجية
- إدوين مونيوث على موقع قاعدة بيانات كرة القدم.إي يو (الإنجليزية)